# Гай Валерий Триарий
Гай Валерий Триарий (на латински: Gaius Valerius Triarius) е римски военачалник от фамилията Валерии, клон Триарии през 1 век пр.н.е.
Публий е вероятно син на Публий Валерий Триарий и брат на Луций Валерий Триарий. Неговата сестра Паула Валерия се омъжва за Децим Юний Брут Албин.
Той е приятел на Цицерон. През 49 пр.н.е. служи при Помпей Велики. През 48 пр.н.е. е командир на флот от кораби в Азия. Участва в битката при Фарсала.
Триарий умира в Африка.